# Tour des Émirats arabes unis
Le Tour des Émirats arabes unis ou UAE Tour est une course cycliste par étapes masculine organisée aux Émirats arabes unis depuis 2019. La course est née de la fusion du Tour d'Abou Dabi avec le Dubaï Tour. Elle fait partie de l'UCI World Tour depuis sa création.
La première édition est composée de sept étapes, réparties dans les sept émirats qui composent le pays. La course commence avec un contre-la-montre par équipes de 16 kilomètres et contient deux arrivées au sommet : le Jebel Hafeet (en) (10,8 kilomètres à 6,6%) et le Jebel Jais (20 kilomètres à 5%).
En raison de la pandémie de Covid-19, les deux dernières étapes de l'édition 2020 sont annulées,.

## Palmarès

### Podiums
| Année | Vainqueur           | Deuxième           | Troisième       |
| ----- | ------------------- | ------------------ | --------------- |
| 2019  | Primož Roglič       | Alejandro Valverde | David Gaudu     |
| 2020  | Adam Yates          | Tadej Pogačar      | Alexey Lutsenko |
| 2021  | Tadej Pogačar       | Adam Yates         | João Almeida    |
| 2022  | Tadej Pogačar       | Adam Yates         | Pello Bilbao    |
| 2023  | Remco Evenepoel     | Luke Plapp         | Adam Yates      |
| 2024  | Lennert Van Eetvelt | Ben O'Connor       | Pello Bilbao    |
| 2025  | Tadej Pogačar       | Giulio Ciccone     | Pello Bilbao    |

### Classements annexes
| Année | Classement par points  | Classement des sprints   | Meilleur jeune           | Classement par équipes |
| 2019  | Elia Viviani (117°)    | Stepan Kurianov (124°)   | David Gaudu (3°)         | Bora-Hansgrohe (4°)    |
| 2020  | Caleb Ewan (95°)       | Veljko Stojnić (127°)    | Tadej Pogačar (2°)       | UAE Team Emirates (2°) |
| 2021  | David Dekker (70°)     | Tony Gallopin (79°)      | Tadej Pogacar (1°)       | UAE Team Emirates (1°) |
| 2022  | Jasper Philipsen (43°) | Dmitri Strakhov (33°)    | Tadej Pogacar (1°)       | UAE Team Emirates (1°) |
| 2023  | Tim Merlier (96°)      | Edward Planckaert (131°) | Remco Evenepoel (1°)     | UAE Team Emirates (3°) |
| 2024  | Tim Merlier (102°)     | Mark Stewart (86°)       | Lennert Van Eetvelt (1°) | Lidl-Trek (9°)         |
| 2025  | Jonathan Milan (78°)   | Đorđe Đurić (116°)       | Iván Romeo (4°)          | Movistar (4°)          |

## Statistiques et records

### Classement Général
| Multiples Vainqueur au Général | Multiples Vainqueur au Général |
| Coureur                        | Année                          |
| ------------------------------ | ------------------------------ |
| Tadej Pogačar                  | 2021, 2022 et 2025             |

| Plus de podium final | Plus de podium final | Plus de podium final                     |
| #                    | Coureur              | Année                                    |
| -------------------- | -------------------- | ---------------------------------------- |
| 4                    | Tadej Pogačar        | 1er (2021, 2022 et 2025), 2e (2020)      |
| 4                    | Adam Yates           | 1er (2020), 2e (2021 et 2022), 3e (2023) |
| 3                    | Pello Bilbao         | 3e (2022, 2024 et 2025)                  |

| Les coureurs les plus jeunes et les plus anciens | Les coureurs les plus jeunes et les plus anciens | Les coureurs les plus jeunes et les plus anciens | Les coureurs les plus jeunes et les plus anciens | Les coureurs les plus jeunes et les plus anciens | Les coureurs les plus jeunes et les plus anciens | Les coureurs les plus jeunes et les plus anciens | Les coureurs les plus jeunes et les plus anciens | Les coureurs les plus jeunes et les plus anciens |
| #                                                | Coureur                                          | Année                                            | Age                                              |                                                  | #                                                | Coureur                                          | Année                                            | Age                                              |
| ------------------------------------------------ | ------------------------------------------------ | ------------------------------------------------ | ------------------------------------------------ | ------------------------------------------------ | ------------------------------------------------ | ------------------------------------------------ | ------------------------------------------------ | ------------------------------------------------ |
| 1                                                | Tadej Pogačar                                    | 2021                                             | 22 ans et 159 jours                              |                                                  | 1                                                | Primož Roglič                                    | 2019                                             | 29 ans et 124 jours                              |
| 2                                                | Lennert Van Eetvelt                              | 2024                                             | 22 ans et 223 jours                              |                                                  | 2                                                | Adam Yates                                       | 2020                                             | 27 ans et 204 jours                              |
| 3                                                | Remco Evenepoel                                  | 2023                                             | 23 ans et 32 jours                               |                                                  |                                                  |                                                  |                                                  |                                                  |
| 4                                                | Tadej Pogačar                                    | 2022                                             | 23 ans et 158 jours                              |                                                  |                                                  |                                                  |                                                  |                                                  |

### Victoires d'étapes
| Les plus grands vainqueurs d'étapes | Les plus grands vainqueurs d'étapes |
| Nbre                                | Vainqueur                           |
| ----------------------------------- | ----------------------------------- |
| 7                                   | Tim Merlier                         |
| 6                                   | Tadej Pogačar                       |
| 3                                   | Sam Bennett                         |
| 3                                   | Caleb Ewan                          |
| 2                                   | Adam Yates                          |
| 2                                   | Jasper Philipsen                    |
| 2                                   | Dylan Groenewegen                   |

 Coureur toujours en activité
| #  | Coureur             | Année | Age             |  | #  | Coureur               | Année | Age             |
| -- | ------------------- | ----- | --------------- |  | -- | --------------------- | ----- | --------------- |
| 1  | Mathias Vacek       | 2022  | 19 ans et 258 j |  | 1  | Alejandro Valverde    | 2019  | 38 ans et 307 j |
| 2  | Tadej Pogačar       | 2020  | 21 ans et 159 j |  | 2  | Mark Cavendish        | 2022  | 36 ans et 276 j |
| 3  | Olav Kooij          | 2024  | 22 ans et 129 j |  | 3  | Tim Merlier           | 2024  | 31 ans et 116 j |
| 4  | Lennert Van Eetvelt | 2024  | 22 ans et 223 j |  | 4  | Adam Yates            | 2023  | 30 ans et 203 j |
| 5  | Stefan Bissegger    | 2022  | 23 ans et 162 j |  | 5  | Sam Bennett           | 2021  | 30 ans et 134 j |
| 6  | Jasper Philipsen    | 2022  | 23 ans et 355 j |  | 6  | Elia Viviani          | 2019  | 30 ans et 21 j  |
| 7  | Jonas Vingegaard    | 2021  | 24 ans et 77 j  |  | 7  | Dylan Groenewegen     | 2023  | 29 ans et 248 j |
| 8  | Fernando Gaviria    | 2019  | 24 ans et 190 j |  | 8  | Primož Roglič         | 2019  | 29 ans et 123 j |
| 9  | Filippo Ganna       | 2021  | 24 ans et 212 j |  | 9  | Juan Sebastian Molano | 2023  | 28 ans et 111 j |
| 10 | Caleb Ewan          | 2019  | 24 ans et 231 j |  | 10 | Ben O'Connor          | 2024  | 28 ans et 88 j  |